# Hector Edwards
Hector Edwards (* 18. März 1949) ist ein ehemaliger barbadischer Radrennfahrer.

## Sportliche Laufbahn
Edwards war im Bahnradsport und im Straßenradsport aktiv. Er war Teilnehmer der Olympischen Sommerspiele 1972 in München und schied im olympischen Straßenrennen aus. Im 1000-Meter-Zeitfahren beendete er das Rennen nicht. Im Sprint schied er in seinem Vorlauf aus.
Edwards war auch Teilnehmer der Olympischen Sommerspiele 1976 in Montreal. Im 1000-Meter-Zeitfahren kam er auf den 18. Rang. Bei den Zentralamerika- und Karibikspielen 1974 gewann er die Bronzemedaille im Zeitfahren, 1978 die Silbermedaille im Zeitfahren.